# Jaskinia piratów
Jaskinia piratów (tytuł oryginalny: Shpella e piratëve) – albański film fabularny z roku 1990 w reżyserii Eduarda Makri, na motywach powieści Petro Marko pod tym samym tytułem.

## Opis fabuły
Piątka dzieci samowolnie udaje się w podróż na małej łódce. Szukając przygód, poznają siebie i to, jak się zachowują w trudnych sytuacjach. W czasie podróży odnajdują tajemniczą starą księgę, która jest wypełniona albańskimi legendami.
Film realizowano we Wlorze.

## Obsada
- Donald Kokona jako Ilir
- Yllka Mujo jako Eva
- Vasjan Lami jako Martin
- Fitim Makashi jako Niko Dabo
- Altin Velaj jako Bato
- Gerti Ferra jako Lolo
- Mehdi Malkaj jako ojciec Lolo
- Enleti Luzati jako Flutura
- Artur Tafilika jako Jani
- Luan Qerimi jako Gjon Baba
- Arben Marko jako Gjin Biri
- Amoela Boshnjaku jako Borana
- Lisenko Malaj
- Elona Mile